# جرج فلگه
جرج فلگه (دانمارکی: George Falcke; ۲ مارس ۱۸۹۱ – ۱ فوریهٔ ۱۹۷۹) ژیمناست هنری اهل دانمارک بود.